# 河内義就
河内 義就（こうち よしなり、1913年（大正2年）6月13日 - 1987年（昭和62年）10月5日）は、日本の建築家。広島県国泰寺町（現・広島市中区国泰寺町）生まれ。
原爆で壊滅した広島の復興を支えた人物の一人で、戦後に広島を拠点として活躍した。
広島工業大学特任教授、社団法人広島県モーターボート競走会理事なども歴任した。

## 来歴
1932年（昭和7年）に横浜国立大学の前身である横浜高等工業学校建築科に入学し、中村順平の弟子となる。1935年（昭和10年）の卒業後は逓信省経理局営繕課に就職、山田守の元で実務を経験した。
1939年（昭和14年）7月から終戦までは満州国に移籍し同国郵政総局経理科営繕技手仕官や技佐仕官として建築の活動を行う。第二次世界大戦後は被爆都市である広島において初の建築設計事務所であった暁設計事務所に所属し、広島の復興において活動した。
1951年（昭和26年）には独立して河内義就設計事務所を設立、広島を中心に建築設計をおこなうかたわら、日本建築学会や日本建築家協会など社会団体でも活動した。

## 作品
- 広島毎日会館[1]
- 矢野公民館[1]
- 府中町中央公民館[1]
- 宮島競艇場[1][3]
- 広島建設会館[1]
- 広島労働会館（現「ワークピア広島」）[4]
- 長寿園団地分譲住宅
- 広島県県民の森センター棟・宿泊棟
- せとうち苑[5]
- 広島工業大学付属図書館[6][7]
- 太田川ゴルフ倶楽部[8]
- 広島佐伯カントリー倶楽部[9]
- 市医師会原爆殉職碑[10]

などを手がけた。

## 栄典
- 勲五等瑞宝章（1985年）[11]